# Локон (вулкан)
Локон — действующий вулкан высотой 1580 метров, расположенный  на индонезийском острове Сулавеси. Находится в 20 км к югу от Манадо — столицы индонезийской провинции Северный Сулавеси.
Извержение Локона в 1991 году привело к гибели швейцарского туриста и вынудило тысячи людей бежать, бросив свои дома. 14 июля 2001 года произошло первое извержение этого вулкана в III тысячелетии. 27 декабря 2011 года ночью при незначительном по силе извержении вулкан выбросил на высоту более 3 км облако раскаленного пепла. Из 4-километровой зоны вокруг кратера было эвакуировано более 4500 человек. Извержения Локона отмечались также в 2012 году, 20 мая и 29 августа 2015-го.